# Château Gruaud-Larose

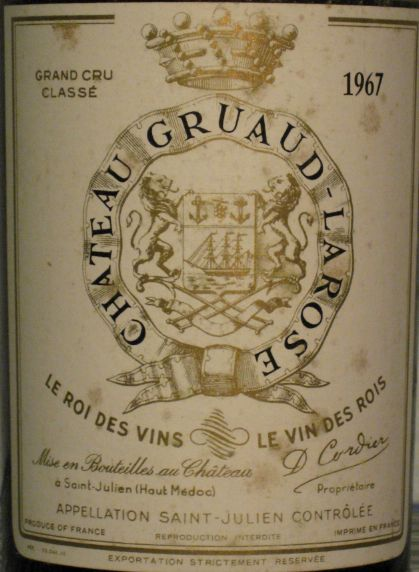
Detalle de una etiqueta Château Gruaud-Larose de 1967.

Château Gruaud-Larose es una bodega de la AOC Saint-Julien en la región vinícola de Burdeos en Francia, y dentro de ella perteneciente al Médoc. También es el nombre del vino tinto que se produce en la propiedad. Fue clasificado entre los Deuxièmes Crus de la Clasificación Oficial del Vino de Burdeos de 1855.

## Historia
La propiedad tiene una historia menor que la mayor parte de sus semejantes. Sus orígenes se remontan al año 1725 y el caballero Joseph Stanislas Gruaud. La propiedad se llamaba Fond-Bedeau, y fue administrada por dos Gruauds; uno un sacerdote y el otro un magistrado. El magistrado, el Chevalier du Gruaud, murió en 1778 y su parte de la propiedad fue legada a Joseph Sebastian de La Rose, quien rebautizó la propiedad Gruaud-La Rose o Gruaud-Larose. Esta pieza fue clasificada entre los segundos crus en 1855.
El control de la propiedad se dividió entre varios descendientes, pero la propiedad permaneció intacta hasta 1867 cuando se dividió en Château-Larose-Sarget (por el barón Sarget) y Château Gruaud-Larose-Faure (por Adrien Faure, quien se casó con Sophie Bethmann, heredera de una porción de la finca).
Los dos châteaux se volvieron a unir por la familia Cordier, quien adquirió la parte Sarget en 1917 y la parcela Faure en 1935; el château se convirtió en pieza central de las muchas propiedades Cordier junto con el Château Lafaurie-Peyraguey y Château Talbot.
En 1983 fue adquirida por la Compagnie de Suez, y en 1993 por Alcatel-Alsthom, y en 1997 por el grupo Taillan, encabezado por Jacques Merlaut, que es propietario de otra serie de fincas, entre ellas Château Haut-Bages-Liberal.